# Обри, Сесиль
Сеси́ль Обри́ (фр. Cécile Aubry,  3 августа 1928 — 19 июля 2010) — французская киноактриса, писатель, сценарист и режиссёр.

## Биография
Настоящее имя Сесиль Обри — Анна-Жозе Мадлена Генриетта Бенар (фр. Anne-José Madeleine Henriette Bénard). Начинала она свою карьеру как танцовщица. В 20 лет подписала контракт с киностудией 20th Century Fox. Роль Манон в одноимённом фильме (1949) Анри-Жоржа Клузо стала для неё прорывом в карьере. Фильм выиграл «Золотого льва» на Венецианском кинофестивале, после чего студия 20th Century Fox дала ей одну из главных ролей в  ленте режиссёра Генри Хатауэя «Чёрная роза» (1950). В нём она играла наравне с большими звёздами Тайроном Пауэром и Орсоном Уэллсом. В тот момент она была очень популярна и в Америке, и у себя на родине; французские киножурналы постоянно уделяли ей внимание как модной франко-американской звезде. В 1951 году она сильно сыграла в фильме режиссёра Кристиана-Жака «Синяя Борода». Это был один из первых снятых во Франции цветных фильмов.
Но потом её кинокарьера практически оборвалась. Причиной этому был тайный брак с Си Ибрагимом Эль Глауи, старшим сыном паши Марракеша. Она вышла за него замуж в 1951 году и тайно состояла в браке 6 лет, пока они не развелись практически сразу же после свержения династии Глауи с престола. В кино Обри в это время стала играть уже мало, между ролями были большие перерывы. А в 1959 году она и вовсе объявила о своём уходе из кино, заявив, что оно ей нравилось только из–за возможности путешествовать.
После этого она добилась во Франции заметного успеха как автор детских книг и сценариев для детских телесериалов — свои серии детских книг «Поли» (Poly) о мальчике и лошади и «Белль и Себастьян» (Belle et Sebastien) о  мальчике и собаке она сама адаптировала для телевидения, выступив в качестве сценариста. Главного героя в обеих сериалах сыграл её сын Мехди Эль Глауи (в титрах он был указан как просто Мехди). Всего по своим трём книжным сериям «Поли», «Белль и Себастьян» и «Молодой Фабр» она создала десять телесериалов. Так что во Франции её хорошо знали и как бывшую актрису, и как детскую писательницу и сценариста.

## Смерть
Сесиль Обри умерла 19 июля 2010 года в Дурдане (Эссонн, Франция) от рака лёгких. Ей был 81 год.